# 4-й Київський корпус
4-й Київський корпус — військовий корпус Армії Української Держави. Створений у квітні 1918 року. Даний підрозділ був сформований з військ X-го Українського корпусу. З квітня по червень мав назву X Київський корпус. З червня 1918 року — 4 Київський корпус.

## Історія формування

### Початок шляху
Корпус створювався зі з'єднань і частин Х корпусу російської імператорської армії, управління якого було зорганізовано у 1876 році в Харкові. До складу підрозділу було включено 9-ту та 31-шу піхотні дивізії. Перша з них майже повністю комплектувалася уродженцями Полтавщини, друга в більшості — мешканцями Харківської губернії. Офіцерський склад в більшості був українським, причому з селянських родин. Однак, за свідченнями А.Денікіна офіцери симпатизували Добровольчій армії.

### В часи революції
Після лютневої революції 1917 року і створення в Києві Центральної Ради деякі військовослужбовці стали одними з найактивніших діячів українського військового руху. Так, у червні 1917 року українці 9-ї піхотної дивізії домагалися виділення в окремі військові частини.

## У складі армії Української Держави
17 квітня 1918 року Х Український корпус було перейменовано на Київський, а 30 червня 1918 року надано номер 4-й. Від початку до складу корпусу мали входити кадри 31-ї та 9-ї піхотних дивізій, які були перейменовані у 7-у та 8-у піші дивізії відповідно.
20-07.1918 року на місце Іллі Мартинюка було призначено генерал-хорунжого Михайла Волховського — останнього начальника 31-ї піхотної дивізії, начальником штабу — генерал-хорунжого Павла Панченка-Криворотенка. За спогадами сучасників, обидва вони чекали приходу білогвардійців, відмовлялися від української мови та були вороже налаштовані до українства.

## Протигетьманське повстання
Перед початком антигетьманського повстання корпус був де-факто небоєздатним. Одразу після перших виступів 8-ма дивізія перейшла на бік Директорії УНР. Кадри 7-ї дивізії та окремі підрозділи корпусу брали участь у захисті Києва від військ Директорії, а 14 грудня 1918 року капітулювали у Педагогічному музеї разом з Офіцерськими дружинами.

## У складі військ Директорії
З перемогою повстання проти Гетьмана П. П. Скоропадського корпус був включений до армії Директорії, однак він був тим же небоєздатним з'єднанням, як і при Гетьмані. Де-факто окремі частини корпусу брали участь у військових діях без погодження з керівництвом корпусу.
У середині лютого 1919 року корпус було розформовано, а його кадри передано у розпорядження командувача Східного фронту Дієвої армії УНР отамана Євгена Коновальця.
5 березня 1919 року був виданий офіційний наказ про розформування частини.

## Склад корпусу
- 7-ма піша дивізія
- 8-ма піша дивізія
- 25-й (19-й) піший Овруцький полк
- 26-й (20-й) піший Радомисльський полк
- 27-й піший Козятинський полк
- 28-й (21-й) піший Сквирський полк
- 29-й піший Васильківський полк
- 30-й (22-й) піший Канівський полк
- 31-й (23-й) піший Черкаський полк
- 32-й (24-й) піший Чигиринський полк

## Командування
- генерал-хорунжий Мартинюк Ілля Сильвестрович (квітень 1918 - 20.07.1918)
- генерал-хорунжий Вольховський Михайло (20.07.1918 - грудень 1918)
- генерал-хорунжий Мартинюк Ілля Сильвестрович (грудень 1918 - лютий 1919)